# Poso
Poso ist eine Stadt in der indonesischen Provinz Zentralsulawesi (Sulawesi Tengah). Die Stadt hat 55.512 Einwohner (Berechnung 2010).

## Geographie und Infrastruktur
Poso ist der Regierungssitz des Regierungsbezirks (Kabupaten) Poso. Die Stadt liegt am Ufer der Posobucht. Hier befindet sich einer der wichtigsten Häfen an der Nordküste Zentralsulawesis.
Der Fluss Poso hat seinen Ursprung im 40 Kilometer südlich gelegenen Pososee und mündet nahe der Stadt ins Meer. Poso hat einen Flughafen, der aber nicht im Linienverkehr angeflogen wird.

## Geschichte
Seit 1998 und besonders 2005 erschütterten immer wieder religiöse Unruhen die Gegend um Poso. Zahlreiche Menschen kamen ums Leben und viele Gebäude wurden zerstört.
Während eines Anti-Terroreinsatzes gegen die Dschihadistengruppe um Abu Wardah stürzt ein Hubschrauber vom Typ Bell 412EP der indonesischen Streitkräfte am 20. März 2016 ab. Dabei sterben 13 Soldaten.